# Ziyàdat-Al·lah ibn Muhàmmad
Ziyàdat-Al·lah (II) ibn Muhàmmad —àrab: زيادة الله بن محمد, Ziyādat Allāh ibn Muḥammad— (? - ?) fou emir aglàbida d'Ifríqiya (863-864).
Va succeir al seu germà Abu-Ibrahim Àhmad ibn Muhàmmad el 28 de desembre del 863 i va regnar només un any en què no va passar res important. Va morir el 23 de desembre del 864 i el va succeir el seu nebot Abul-l-Gharaniq Muhàmmad (II).